# 100 Humans
100 Humans är en amerikansk dokumentärserie med vetenskapligt inslag från 2020. Första säsongen är uppdelad i 8 avsnitt. Serien har svensk premiär på Netflix den 13 mars 2020. Programledare för serien är komikerna Zainab Johnson, Sammy Obeid och vetenskapsreportern Alie Ward. I serien kommer de även få hjälp av experter.

## Handling
I serien deltar hundra personer med olika bakgrunder diverse experiment där det söks svar på frågor som rör exempelvis ålder, kön, lycka och andra aspekter av vad det innebär att vara människa. Programledare är Zainab Johnson, Sammy Obeid och Alie Ward.

## Medverkande (i urval)
- Zainab Johnson
- Sammy Obeid
- Alie Ward